# Остріков Павло Владиславович
Павло Остріков (нар. 13 липня 1990, Красилів, Хмельницька область) — український сценарист, режисер та продюсер. Член об'єднання «Сучасне Українське Кіно» («СУК»), член Європейської кіноакадемії.

## Життєпис
Павло Остріков народився 13 липня 1990 року в Красилові.
У 2007 — 2012 роках навчався у Національному авіаційному університеті де здобув фах правника. Під час навчання виступав у КВК за збірну НАУ.
Закінчив у 2010 році Курси створення короткометражних фільмів на ґендерну тематику Пола Брауна з Нью-Йоркської Кіноакадемії.
Працює у «Ето Самоє production».

## Фільмографія
| Рік  | Назва         | Тип             | Режисер    | Сценарист  | Продюсер   | Дж.   |
| ---- | ------------- | --------------- | ---------- | ---------- | ---------- | ----- |
| 2010 | «Стіни»       | короткометражка | Green tick | Green tick | Green tick |       |
| 2012 | «Bicycle»     | короткометражка | Green tick | Green tick |            |       |
| 2014 | «Зупинка»     | короткометражка | Green tick | Green tick |            |       |
| 2015 | «Одкровення»  | короткометражка | Green tick | Green tick |            |       |
| 2016 | «Ґолден лав»  | короткометражка | Green tick | Green tick |            |       |
| 2017 | «Випуск'97»   | короткометражка | Green tick | Green tick |            |       |
| 2017 | «Смородина»   | короткометражка | Green tick | Green tick |            |       |
| 2018 | «Mia Donna»   | короткометражка | Green tick | Green tick |            | [ 4 ] |
| 2023 | «Ти — Космос» | повнометражний  | Green tick | Green tick |            | [ 5 ] |

## Призи, відзнаки та нагороди
- 2010 — третє місце на фестивалі «Ген рівності» за короткометражну соціальну стрічку «Стіни»;
- 2011 — третє місце на конкурсі ПР ООН «Ген рівності» з соціальним рекламним роликом «The walls»;
- 2012 — перше місце на конкурсі ПР ООН «Дорога в майбутнє» за короткометражну соціальну стрічку «Bicycle»;
- 2013 — фіналіст конкурсу «Главпітчинг» зі сценарієм «ПА»;
- 2014 — спецвізнака Яніни Соколової на фестивалі «Кіноскрипт» за сценарій «ПА»;
- 2014 — спецприз оргкомітету, найкращий фільм за версією видання «Okino.ua» на фестивалі «Відкрита ніч» за короткометражну ігрову стрічку «Зупинка»;
- 2016 — приз найкращому фільму на кінофестивалі «Відкрита ніч» за короткометражну стрічку «Ґолден лав»;
- 2016 — приз найкращому фільму на Всеукраїнському конкурсі короткометражних фільмів «Україна: Шлях до миру!» за короткометражну стрічку «Ґолден лав»[6];
- 2016 — приз найкращому ігровому фільму на конкурсі для молодих режисерів «Золотий СУК» за короткометражну стрічку «Ґолден лав»[7];
- 2017 — приз найкращому короткометражному фільму Національного конкурсу на «8-му Одеському міжнародному кінофестивалі» за короткометражну стрічку «Випуск'97»[8];
- 2017 — нагороду Молодіжного журі на 70-му «Міжнародному Кінофестивалі у Локарно» за короткометражну стрічку «Випуск'97»[9][10].
- 2017 — II премія на міжнародному літературному конкурсі «Коронація слова 2017» у номінації «Кіносценарій» за сценарій «Ти-космос»[11].